# Trabzonspor Kulübü 2006-2007
Questa pagina raccoglie i dati riguardanti il Trabzonspor nelle competizioni ufficiali della stagione Trabzonspor 2006-2007.

## Stagione
Il Trabzonspor arriva quarto in campionato qualificandosi per i preliminari di Coppa UEFA.
In Coppa di Turchia arriva alle semifinali.

## Maglie e sponsor
- AVEA

## Rosa
| N. |                    | Ruolo | Calciatore                   |
| -- | ------------------ | ----- | ---------------------------- |
| 1  | Brasile (bandiera) | P     | Jefferson de Oliveira Galvão |
| 29 | Turchia (bandiera) | P     | Tolga Zengin                 |
| 77 | Turchia (bandiera) | P     | Ahmet Şahin                  |
| 2  | Turchia (bandiera) | C     | Feridun Sungur               |
| 14 | Turchia (bandiera) | D     | Fatih Akyel                  |
| 4  | Turchia (bandiera) | D     | Çağdaş Atan                  |
| 13 | Turchia (bandiera) | D     | Ufukhan Bayraktar            |
| 22 | Turchia (bandiera) | D     | Murat Ocak                   |
| 32 | Turchia (bandiera) | D     | Mustafa Keçeli               |
| 33 | Svezia (bandiera)  | D     | Fredrik Risp                 |
| 38 | Turchia (bandiera) | D     | Erdinç Yavuz                 |
| 3  | Serbia (bandiera)  | D     | Milan Stepanov               |
| 85 | Turchia (bandiera) | D     | Ferhat Çökmüş                |
| 99 | Turchia (bandiera) | D     | Celaleddin Koçak             |
| 25 | Turchia (bandiera) | C     | Enis Kahraman                |

| N. |                        | Ruolo | Calciatore          |
| -- | ---------------------- | ----- | ------------------- |
| 5  | Turchia (bandiera)     | C     | Hüseyin Çimşir      |
| 6  | Turchia (bandiera)     | C     | Hasan Üçüncü        |
| 12 | Egitto (bandiera)      | C     | Ayman Abdelaziz     |
| 16 | Turchia (bandiera)     | C     | Musa Büyük          |
| 20 | Turchia (bandiera)     | C     | Ceyhun Eriş         |
| 9  | Brasile (bandiera)     | C     | Marcelinho          |
| 61 | Turchia (bandiera)     | C     | Gökdeniz Karadeniz  |
| 15 | Paesi Bassi (bandiera) | C     | Kiki Musampa        |
| 7  | Polonia (bandiera)     | C     | Mirosław Szymkowiak |
| 11 | Guinea (bandiera)      | A     | Ibrahim Yattara     |
| 10 | Turchia (bandiera)     | A     | Umut Bulut          |
| 8  | Turchia (bandiera)     | A     | Ömer Rıza           |
| 21 | Turchia (bandiera)     | A     | Cem Demir           |
| 23 | Turchia (bandiera)     | A     | Ersen Martin        |

## Statistiche

### Statistiche di squadra
| Competizione   | Punti | In casa | In casa | In casa | In casa | In casa | In casa | In trasferta | In trasferta | In trasferta | In trasferta | In trasferta | In trasferta | Totale | Totale | Totale | Totale | Totale | Totale | DR  |
| Competizione   | Punti | G       | V       | N       | P       | Gf      | Gs      | G            | V            | N            | P            | Gf           | Gs           | G      | V      | N      | P      | Gf     | Gs     | DR  |
| -------------- | ----- | ------- | ------- | ------- | ------- | ------- | ------- | ------------ | ------------ | ------------ | ------------ | ------------ | ------------ | ------ | ------ | ------ | ------ | ------ | ------ | --- |
| Süper Lig      | 52    | 17      | 10      | 4       | 3       | 32      | 16      | 17           | 5            | 3            | 9            | 22           | 28           | 34     | 15     | 7      | 12     | 54     | 44     | +10 |
| Türkiye Kupası |       | 4       | 2       | 1       | 1       | 7       | 4       | 4            | 0            | 3            | 1            | 3            | 2            | 8      | 2      | 4      | 2      | 10     | 6      | +4  |
| Coppa UEFA     |       | 2       | 1       | 1       | 0       | 3       | 2       | 2            | 0            | 2            | 0            | 1            | 1            | 4      | 1      | 3      | 0      | 4      | 3      | +1  |
| Totale         |       | 23      | 13      | 6       | 4       | 42      | 22      | 23           | 5            | 8            | 10           | 26           | 31           | 46     | 18     | 14     | 14     | 68     | 53     | +15 |